# Gás de Bose
Um gás de Bose ideal é uma versão quântica de um gás ideal clássico. Ele é composto de bósons, partículas que têm um valor inteiro de spin, e portanto obedecem a estatística de Bose-Einstein. A mecânica estatística de bósons foi desenvolvida por Satyendra Nath Bose para fótons, e estendida posteriormente por Albert Einstein para partículas massivas. Einstein percebeu que um gás ideal de bósons iria se condensar quando a temperatura fosse baixa o suficiente, o que não ocorre com um gás ideal clássico. Esta fase da matéria ficou conhecida como Condensado de Bose-Einstein.

## Potencial termodinâmico
Devido a Interação de troca, a maneira mais simples de trabalhar com gases quânticos é com o ensemble grande canônico:
{\displaystyle {\mathcal {Z}}=\sum _{N=0}^{\infty }\sum _{i}z^{N}e^{-\beta \varepsilon _{i}}}
que para um gás fica:
{\displaystyle {\mathcal {Z}}=\sum _{N=0}^{\infty }\sum _{\{n_{i}\}}\,^{\prime }\prod _{i}z^{n_{i}}e^{-\beta n_{i}E_{i}}}
A segunda soma é restrita ao número total de partículas ser {\displaystyle N}. Uma maneira de fazer tal soma é somar primeiro sobre todos os {\displaystyle N} possíveis e depois multiplicar todos os níveis. Para um sistema de bósons, qualquer valor de {\displaystyle N} é permitido, logo:
{\displaystyle {\mathcal {Z}}=\prod _{i}(1+ze^{-\beta E_{i}})^{-1}}
O potencial termodinâmico é então:
{\displaystyle -PV(z,\beta )=\Omega (z,\beta )={\frac {1}{\beta }}\sum _{i}\ln(1-ze^{-\beta E_{i}})}
Se o gás possuir apenas graus de liberdade translacionais em {\displaystyle d} dimensões (os demais casos podem ser tratados de forma análoga):
{\displaystyle \Omega (z,\beta ,V^{(d)})={\frac {V^{(d)}}{\beta }}{\frac {2\pi ^{d/2}}{h^{d}\Gamma (d/2)}}\int _{0}^{\infty }p^{d-1}\ln(1-ze^{-\beta p^{2}/2m})-{\frac {1}{\beta }}{\text{Li}}_{1}(z)}
onde {\displaystyle \Gamma } é a função gama, {\displaystyle {\text{Li}}_{s}(z)} é a função polilogarítmica e {\displaystyle V^{(d)}} é o volume d-dimensional que o gás ocupa.
{\displaystyle \Omega (z,\beta ,V^{(d)})=-{\frac {V^{(d)}(d-1)\pi ^{d/2}}{2mh^{d}}}\left({\frac {2m}{\beta }}\right)^{d/2+1}{\text{Li}}_{d/2+1}(z)-{\frac {1}{\beta }}{\text{Li}}_{1}(z)}
Note que a função polilogarítmica só está definida para {\displaystyle z} reais menores ou iguais a 1. O segundo termo que já estava presente na expressão anterior é a contribuição de momento zero, ou seja, do estado de menor energia.

## Condensação de Bose-Einstein
O gás de bósons é o sistema mais simples que apresenta o fenômeno de condensação de Bose-Einstein. Para ver esse efeito, escrevemos o número médio de partículas:
{\displaystyle N(z,\beta ,V^{(d)})=-\beta z{\frac {\partial \Omega }{\partial z}}={\frac {V^{(d)}(d-1)\pi ^{d/2}}{h^{d}}}\left({\frac {2m}{\beta }}\right)^{d/2}{\text{Li}}_{d/2}(z)+{\text{Li}}_{0}(z)}
O maior valor da função polilogarítmica acontece em {\displaystyle z=1} quando o número de partículas em estados excitados é:
{\displaystyle N^{(p>0)}(z,\beta ,V^{(d)})={\frac {V^{(d)}(d-1)\pi ^{d/2}}{h^{d}}}\left({\frac {2m}{\beta }}\right)^{d/2}\zeta (d)}
Perceba que para {\displaystyle d>2} isso é um número finito que é atingido numa certa temperatura {\displaystyle T_{0}}. Todas as demais
{\displaystyle N^{(p=0)}=N\left[1-\left({\frac {T}{T_{0}}}\right)^{d/2}\right]}
partículas deverão estar no estado fundamental, não importando quantas sejam (contanto que a aproximação de gás continue valendo).